# 白眉林鸲
白眉林鸲是鶲科林鴝屬的鸟类，因細長而鮮明的白色眉紋而得名，其身體腹面大致呈檸檬黃，可與大多數同屬的鳥類區隔開來。分布範圍自喜馬拉雅山脈南側，經青藏高原東緣一路延伸至中南半島北部，棲息於中高海拔山區的針葉林、混合林或林緣灌叢，多於隱蔽環境的低層活動，會隨季節降遷。
傳統觀點認為白眉林鴝包含三個亞種。其中，僅見於臺灣的亞種在形態、羽色及叫聲都明顯有別於另外兩個亞種，一份2022年發表的分子系统发生学研究視其為獨立的物種，但尚未廣獲認可。

## 亚种
- 白眉林鸲台湾亚种（学名：Tarsiger indicus formosanus），是台灣的特有物种。分布于台灣本島等地，一般栖息于高海拔间（2300-3200米）稠密森林低层的灌丛中。该物种的模式产地在台湾。[5]该亚种分类地位有争议，也被视为独立物种台湾白眉林鸲。[3]
- 白眉林鸲指名亚种（学名：Tarsiger indicus indicus）。分布于尼泊尔、不丹、印度以及中国大陆的西藏等地。该物种的模式产地在印度Darjeeling。[6]
- 白眉林鸲西南亚种（学名：Tarsiger indicus yunnanensis）。分布于缅甸、越南以及中国大陆的四川、云南等地。该物种的模式产地在云南丽江山脉及怒江和澜沧江间山脉。[7]